# هلن آسموتا
هلن آسموتا (انگلیسی: Helen Asemota) دانشمند در زمینه بیوشیمی، زیست‌شناسی مولکولی، زیست‌فناوری، زیست‌فناوری کشاورزی، و نانوفناوری اهل کشور نیجریه است.